# Zandzegge
De zandzegge (Carex arenaria) is een vaste plant uit de cypergrassenfamilie (Cyperaceae). De soort komt voor aan de Atlantische kuststreken van Noord-Europa en Noord-Amerika. De soort staat op de Nederlandse Rode lijst van planten als algemeen voorkomend en matig afgenomen. Het aantal chromosomen is 2n = 58, 60–64, 64.
Zandzegge heeft tot meters lange ondergrondse, horizontale wortelstokken, die om de vier leden een nieuwe plant vormen. Er ontstaan losse tot zeer losse zoden. De plant wordt 10-60 cm hoog. De onderste scheden van de stengels zijn bruin.
De plant bloeit van april tot in juni. De bovenste aren zijn geheel mannelijk en de onderste aren zijn geheel vrouwelijk. De middelste aren zijn meestal tweeslachtig met aan de top de mannelijke bloempjes. Het urntje is een soort schutblaadje dat geheel om de vrucht zit. Bij de zandzegge begint de vrij brede vleugel langs de rand van het urntje iets onder het midden van het urntje en is meestal gezaagd. Het 3,5-5,5 mm grote urntje is iets korter dan de kafjes.
De trapeziumvormige vruchtjes zijn bijna even breed als lang.
De zandzegge komt voor in de duinen en op de zandgronden. De soort gaat zandverstuivingen tegen. De plant komt ook voor in heidevelden.
In 1782 vermeldt D. de Gorter in zijn Leer der Plantkunde erover "[..] en [in de duinen] Helmdraad genoemd wordt. Zy is, wegens haare kruipende Wortels, lastig zegt zyn Ed., en gehaat by 't Landvolk;" 

## Plantengemeenschap
Zandzegge is een kensoort voor de klasse van droge graslanden op zandgrond (Koelerio-Corynephoretea), een groep van plantengemeenschappen van droge graslanden op voedselarme zandgronden.
Het is tevens een indicatorsoort voor struisgrasvegetaties (ha), een karteringseenheid in de Biologische Waarderingskaart (BWK) van Vlaanderen en het Brussels Hoofdstedelijk Gewest.

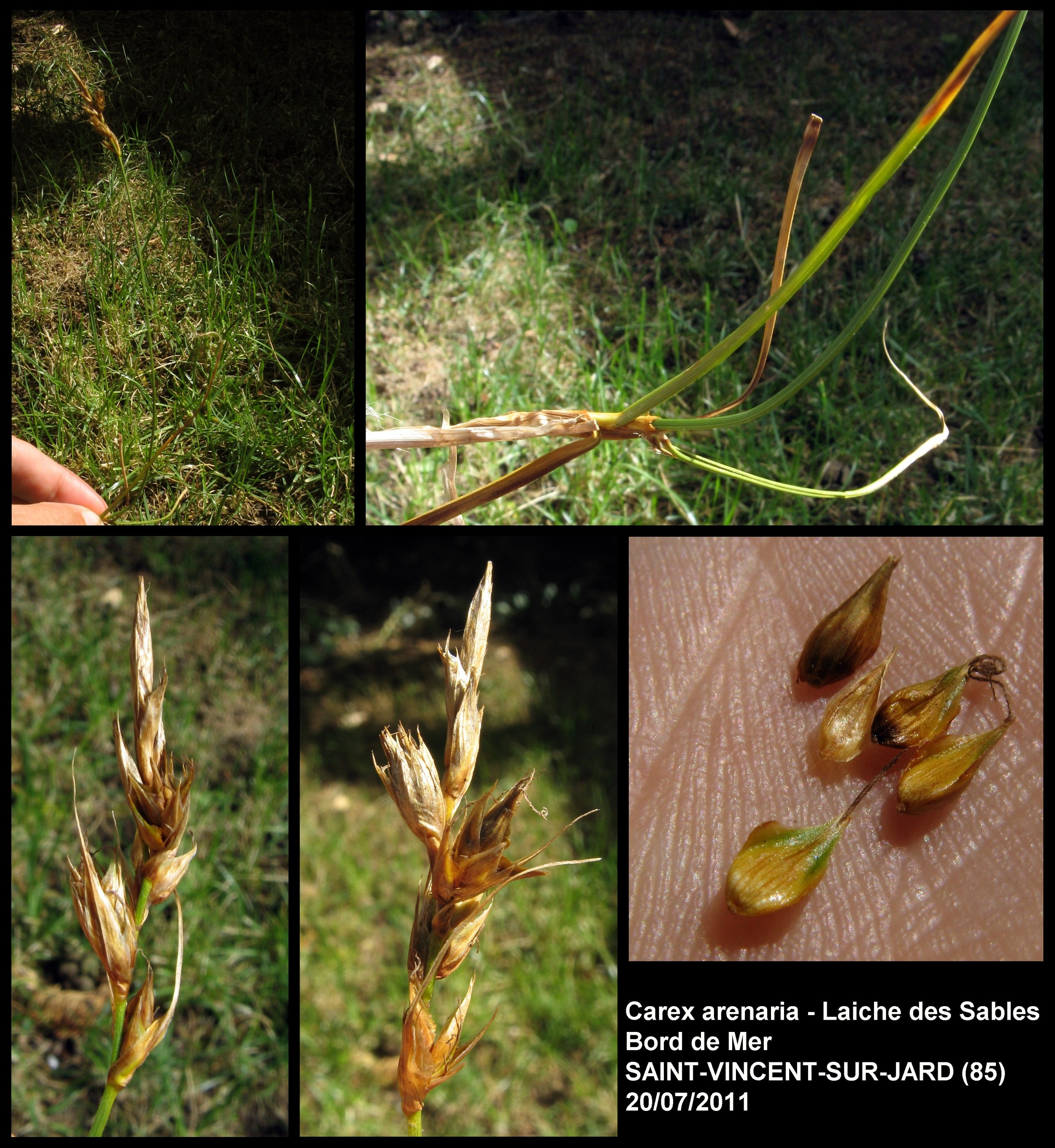
Compilatie
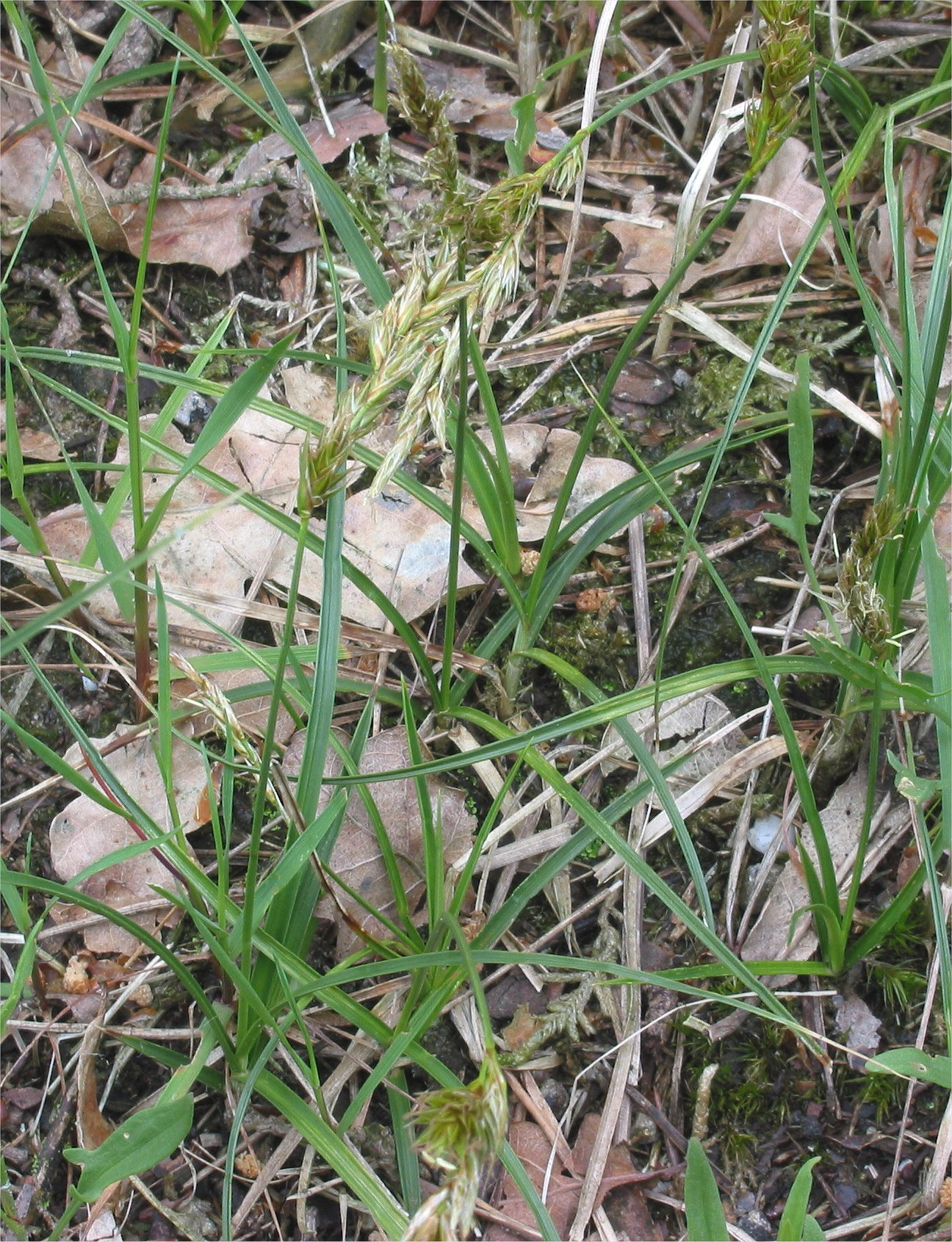
Planten
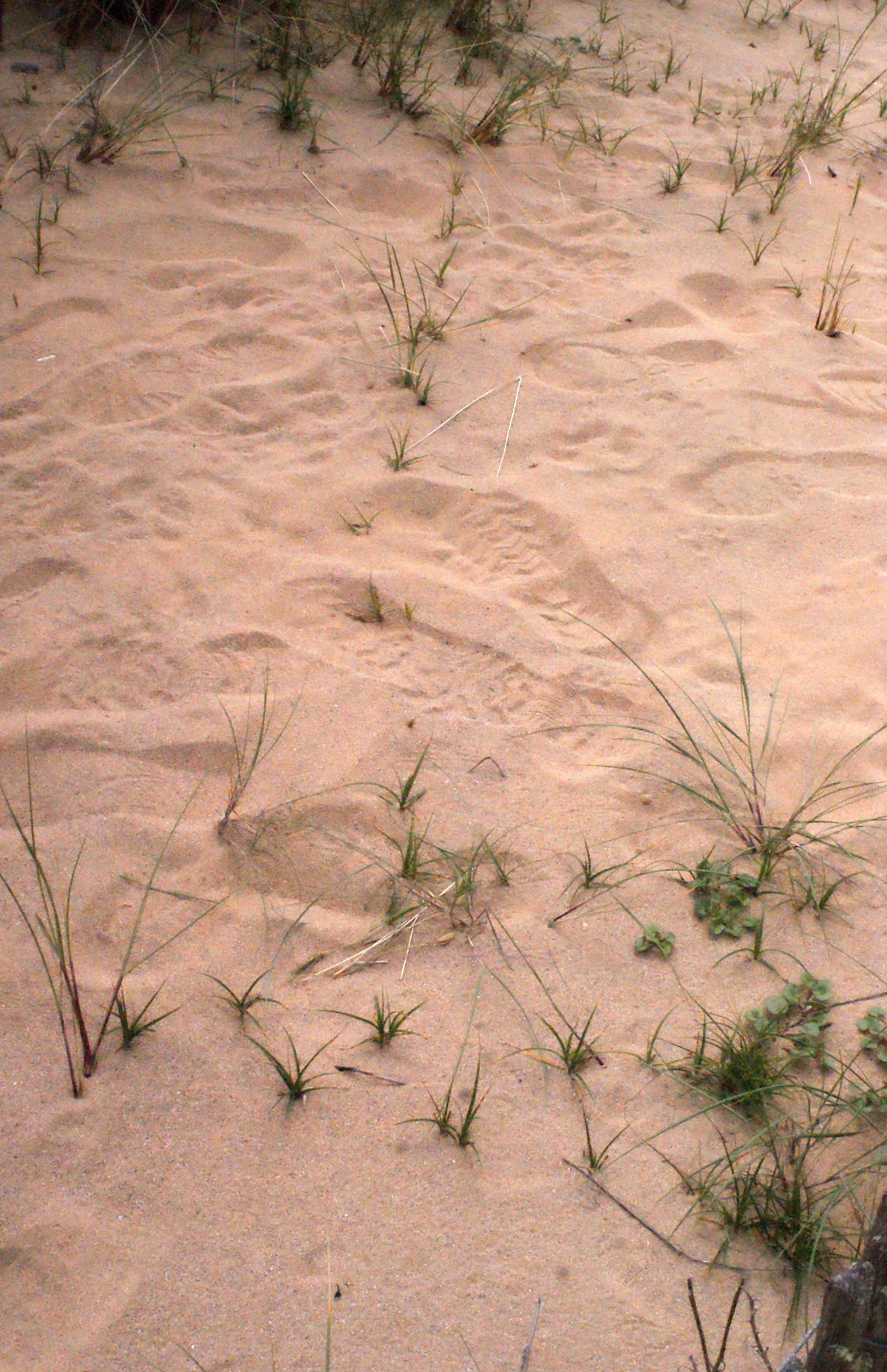
Planten
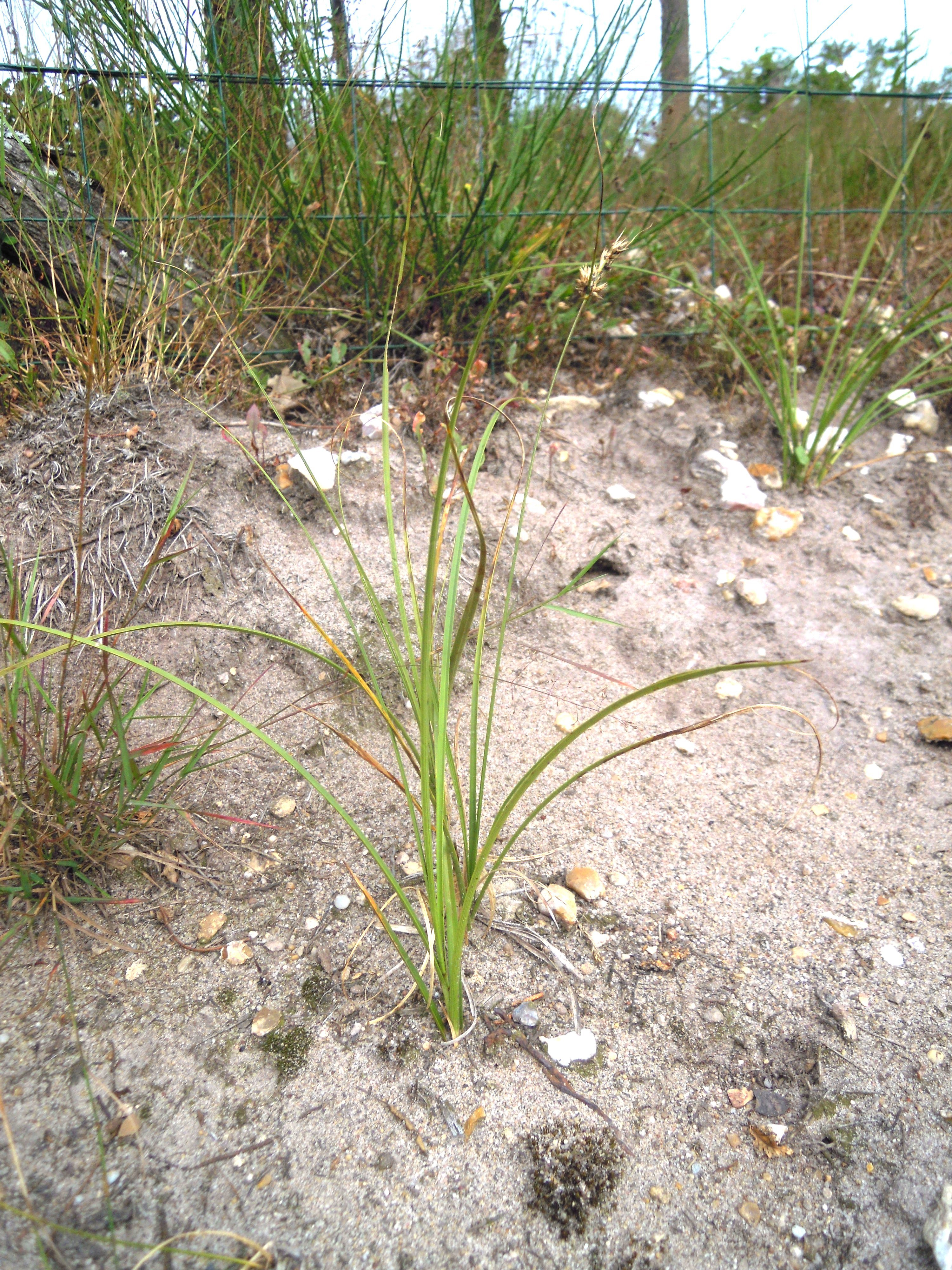
Plant
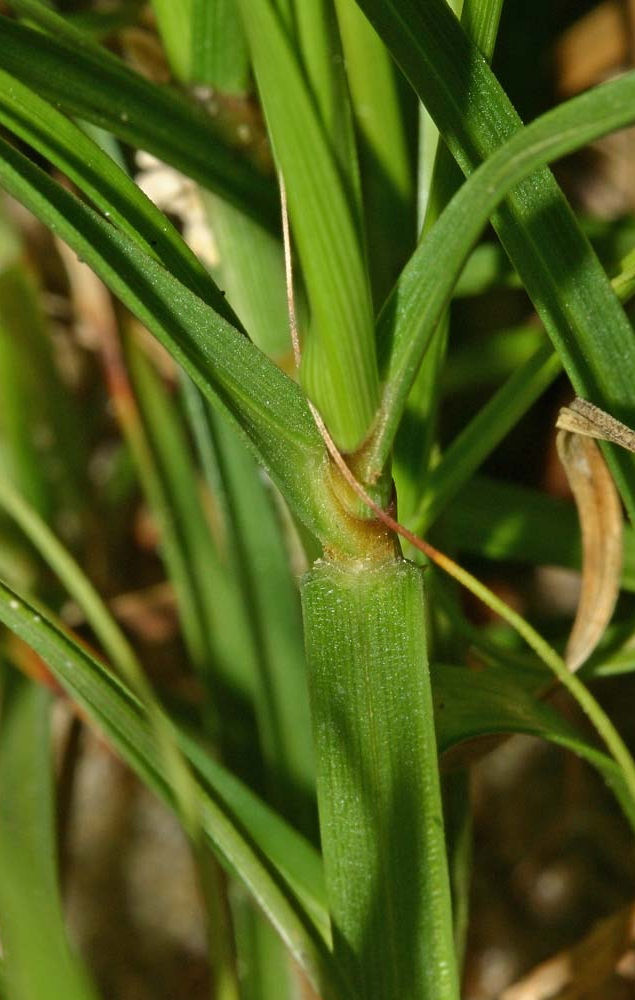
Blad met tongetje
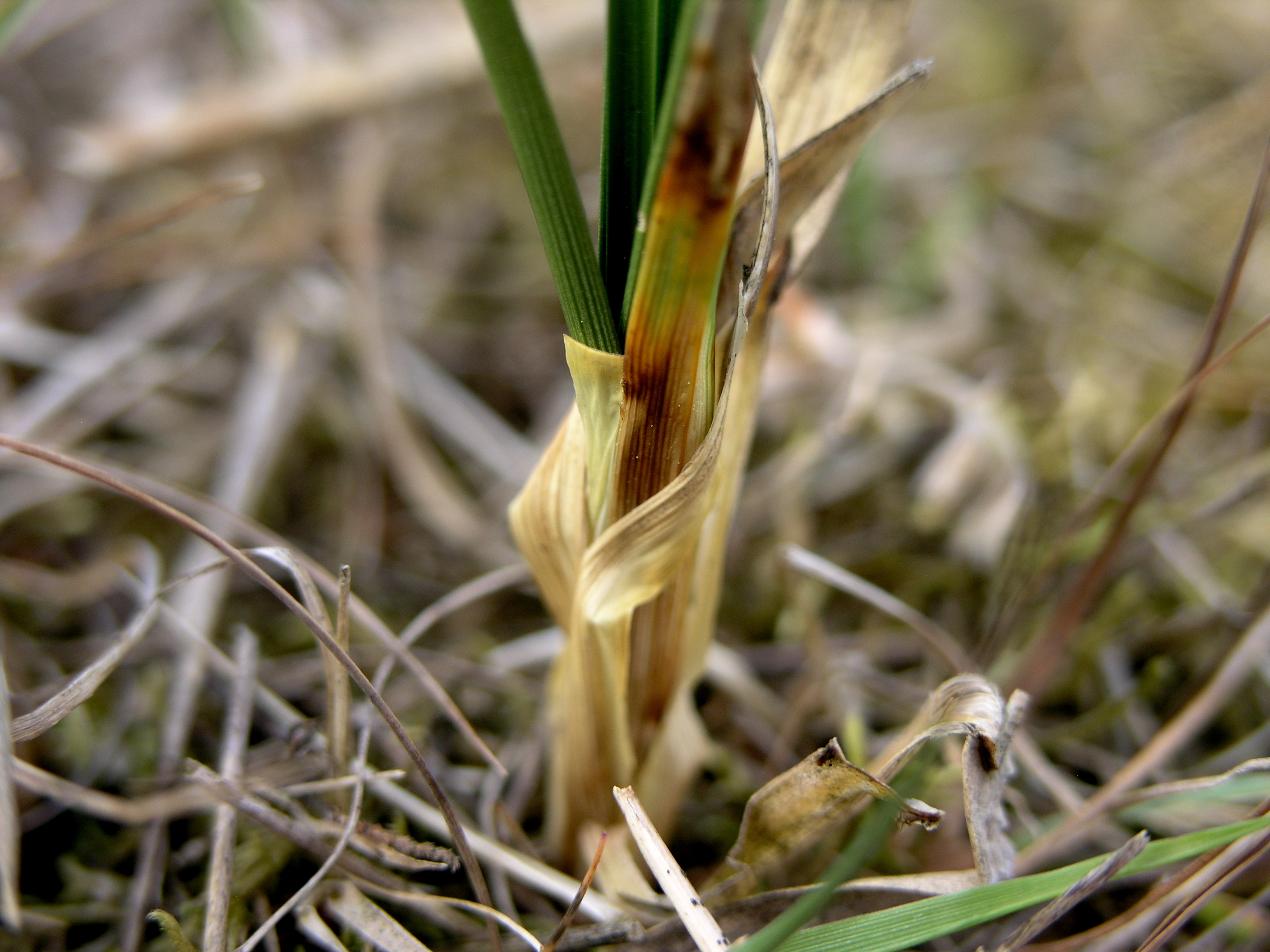
Onderste bladscheden